# Ottleya
Ottleya là một chi thực vật có hoa trong họ Đậu.